# Благодетель (сериал)
«Благодетель» (англ. The Rainmaker) — будущий телесериал в жанре юридического триллера. Экранизация одноимённого романа Джона Гришэма 1995 года. Главную роль исполнил Джон Слэттери.
Премьера запланирована на канале USA Network 15 августа 2025 года.

## Сюжет
Молодой перспективный юрист увольняется из престижной фирмы и начинает работать с мелким адвокатом и её не совсем честным помощником, которые ведут дела из переоборудованного бывшего ресторана. Вскоре он оказывается лицом к лицу со своим бывшим работодателем в суде, когда подаёт иск о причинении смерти по неосторожности чернокожему мужчине, который умер во время лечения в больнице.

## В ролях
Главные роли
- Джон Слэттери — Лео Ф. Драммонд
- Майло Каллахан[англ.] — Руди Бейлор
- Мэдисон Айсмен — Сара Плэнкмор
- Лана Паррия — Джоселин «Брузер» Стоун
- Пи Джей Бирн — Дек Шиффлет
- Робин Кара — Келли Райкер
- Дэн Фоглер — Мелвин Притчер
- Уэйд Бриггс — Брэд Нун

Роли второго плана
- Томми Эрл Дженкинс — Принс Томас

## Производство
В 2018 году стало известно, что началась разработка экранизации романа The Rainmaker под руководством Майкла Сейтцмана и Джейсона Ричмана для Hulu с участием ABC Studios. Сериал должен был стать частью общей киновселенной вместе с экранизацией другого романа Джона Гришэма, Rogue Lawyer; оба сериала должны были производиться одновременно и иметь переплетающуюся сюжетную линию с общими персонажами.
После подписания договора с Blumhouse Television в 2021 году Сейтцман начал разрабатывать сериал The Rainmaker как самостоятельный проект. Blumhouse предложил его Lionsgate Television, и USA Network заказал сериал в июне 2024 года.
Трейлер и дата премьеры были выпущены 4 июня 2025 года.
12 августа 2024 года стало известно, что Джон Слэттери сыграет Лео Ф. Драммонда. Два дня спустя было объявлено, что Мэдисон Айсмен сыграет Сару Плэнкмор. 20 августа 2024 года было объявлено, что Мило Каллахан исполнит главную роль Руди Бейлора. На следующий день стало известно, что Лана Паррилла сыграет Джоселин «Брузер» Стоун, а на следующий день — что П. Дж. Бирн сыграет Дека Шиффлета. 4 сентября 2024 года было сообщено, что Робин Кара сыграет Келли Райкер. 12 сентября 2024 года было объявлено, что Дэн Фоглер сыграет Мелвина Притчера. 27 сентября 2024 года было объявлено, что Уэйд Бриггс сыграет Брэда Нуна.
Премьера запланирована на канале USA Network 15 августа 2025 года.